# Jacques-Guillaume-René-François Prudhomme
Jacques-Guillaume-René-François Prudhomme de la Boussinière ou Prudhomme de la Boussinière des Vallées, né Prudhomme à Saint-Christophe-en-Champagne le 15 décembre 1728 et mort au Mans le 9 février 1812, est un ecclésiastique et évêque constitutionnel du département de la Sarthe de 1791 à 1793.

## Biographie
Né à Saint-Christophe-en-Champagne dans le diocèse du Mans le 15 décembre 1728, il est le fils aîné de René Prudhomme (1701-1788), sieur de la Boussinière en 1722, bourgeois du Mans et président de la Société royale d'agriculture et de Marie-Jeanne Bainville.
En 1744, il est lauréat du collège-séminaire de l'oratoire du Mans, où il soutient une thèse en logique et métaphysique avec grand succès. En 1745 il soutient une thèse de morale et de philosophie, avec éloges.
Il étudie à Paris et est licencié de la Sorbonne en 1756. Il obtient un doctorat en théologie le 11 février 1760 et devient curé de la paroisse du Crucifix au Mans jusqu'à la Révolution française.
L'Ami de la religion et du roi  lui consacre en 1830 une notice biographique qui indique qu'avant la Révolution, il est par ses idées proche du mouvement du jansénisme parlementaire et des rédacteurs de la Constitution civile du clergé, et qu'il resta évêque constitutionnel lorsqu'en 1793 la cathédrale du Mans devint le siège du Culte de la Raison et de l'Être suprême.
L’ouvrage « Histoire des évêques du Mans » lui consacre également un chapitre et écrit notamment à son sujet : « Mgr de La Boussinière, foncièrement opposé aux excès révolutionnaires, va s’efforcer de mener sa mission de pasteur avec le même zèle qu’auparavant. (...) Par ailleurs, il convient de rappeler la profonde sincérité de Mgr dans son instruction pastorale et dogmatique présentée, la même année où, après avoir cité Saint-Augustin et s’être justifié de sa conduite, il évoque clairement (...) son ambition d’apprendre à bien tenir « sa rame » dans l’exercice de son pouvoir. (...) Le sauvetage d’objets liturgiques mené discrètement (...) est aussi une preuve que Mgr fit acte, tout au long de sa vie, de fidélité et de respect envers l'église gallicane et envers Rome. Tout comme, lorsqu'il conteste ouvertement la loi sur le divorce, après s’être déjà prononcé contre le mariage des prêtres et toute forme d’irrespect de la religion. »
L'abbé Grégoire élu évêque constitutionnel du département de la Sarthe préfère siéger à Blois et Jacques-Guillaume-René-François Prudhomme se fait élire évêque de la Sarthe. Il est sacré à Paris le 13 mars 1791 et installé dans son diocèse le 10 avril. 
Il cesse ses fonctions en 1793 lors de l'instauration du Culte de la Raison et de l'Être suprême et se démet officiellement le 18 avril 1794. Il adhère cependant aux encycliques des « Réunis » de 1795 et assiste aux « conciles nationaux » de 1797 et 1801.

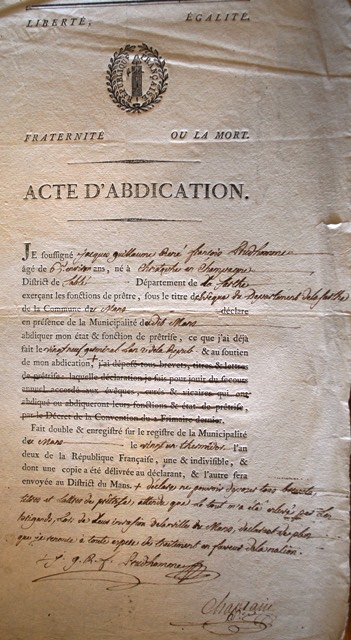
Acte d'abdication de Mgr Jacques-Guilllaume-René-François Prudhomme

Après la signature du concordat de 1801, il renonce définitivement à son siège épiscopal et entre dans l'obscurité jusqu'à sa mort au Mans le 9 février 1812. L'évêque concordataire Johann Michael Josef von Pidoll lui fait célébrer les obsèques par un simple prêtre.
Il est le grand-oncle de Louis-Ferdinand Prudhomme de La Boussinière et d'Édouard Prudhomme de La Boussinière.

## Œuvres
- Jacques Guillaume René François Prudhomme, Discours prononcé par M. Prudhomme, évêque du département de la Sarthe, lors de son installation à la cathédrale du Mans, le dimanche 10 avril 1791, Le Mans, Imprimerie Monnoyer Fils, coll. « Les archives de la Révolution française », 1791, 10 p. (lire en ligne)
- Jacques Guillaume René François Prudhomme, Le catholicisme de l'Assemblée constituante démontré par la discipline des premiers siècles, et les procès-verbaux du clergé ou instruction pastorale dogmatique, de M. l'évêque du département de la Sarthe, au clergé et aux fidèles de son diocèse, sur les contestations qui divisent l'Église de France, Le Mans, Imprimerie Monnoyer Fils, coll. « Les archives de la Révolution française », 1792, 138 p. (lire en ligne)
- Jacques Guillaume René François Prudhomme, Lettre pastorale du citoyen évêque du Mans, département de la Sarthe, aux pasteurs & aux fidèles de son diocèse, pour le Saint temps du Carème, Le Mans, Imprimerie Monnoyer Fils, coll. « Les archives de la Révolution française », 1798, 16 p. (lire en ligne)